# Puig Arboç (Arbúcies)
El Puig Arboç és una muntanya de 934 metres que es troba al municipi d'Arbúcies, a la comarca de la Selva.